# Cheyres
Cheyres es una comuna suiza del cantón de Friburgo, situada en el distrito de Broye a orillas del lago de Neuchâtel. Limita al noreste con la comuna de Châbles, al sureste con Murist, al sur con Chavannes-le-Chêne (VD) y Rovray (VD), al suroeste con Yvonand (VD), y al oeste y noroeste con Concise (VD).

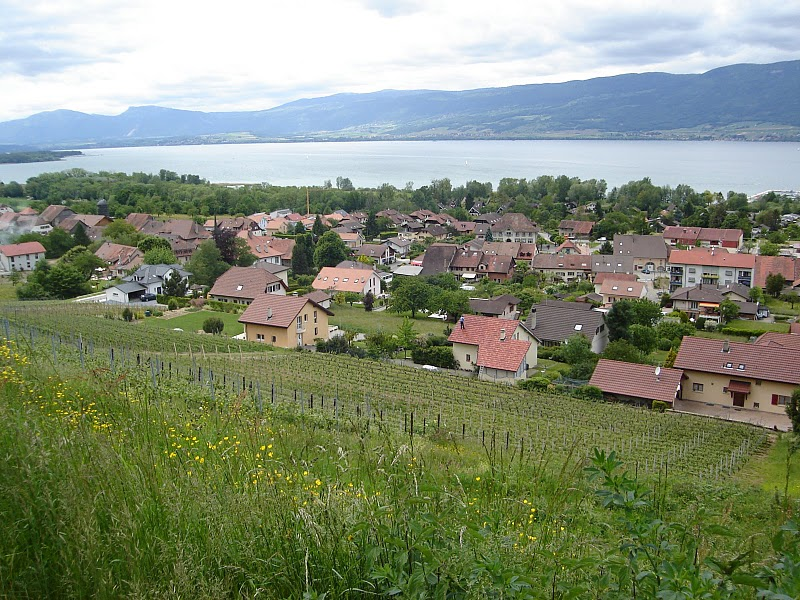
Vista de Cheyres.

## Transportes
Ferrocarril
Cuenta con una estación ferroviaria en la que efectúan parada trenes regionales.